# Плахов-Модестов Ростислав Петрович
Ростислав Петрович Плахов-Модестов (1 червня 1939, с. Косарі, Кам'янський район, Черкаська область, УРСР — 22 березня 2017, Київ, Україна) — радянський, український кінорежисер і сценарист. Кавалер ордена «Знак Пошани». Заслужений діяч мистецтв України (2001).

## Життєпис
Народився 1939 р. в с. Косарі Черкаської обл. в родині вчителів.
Закінчив філологічний факультет Київського державного університету ім. Т. Г. Шевченка (1961).

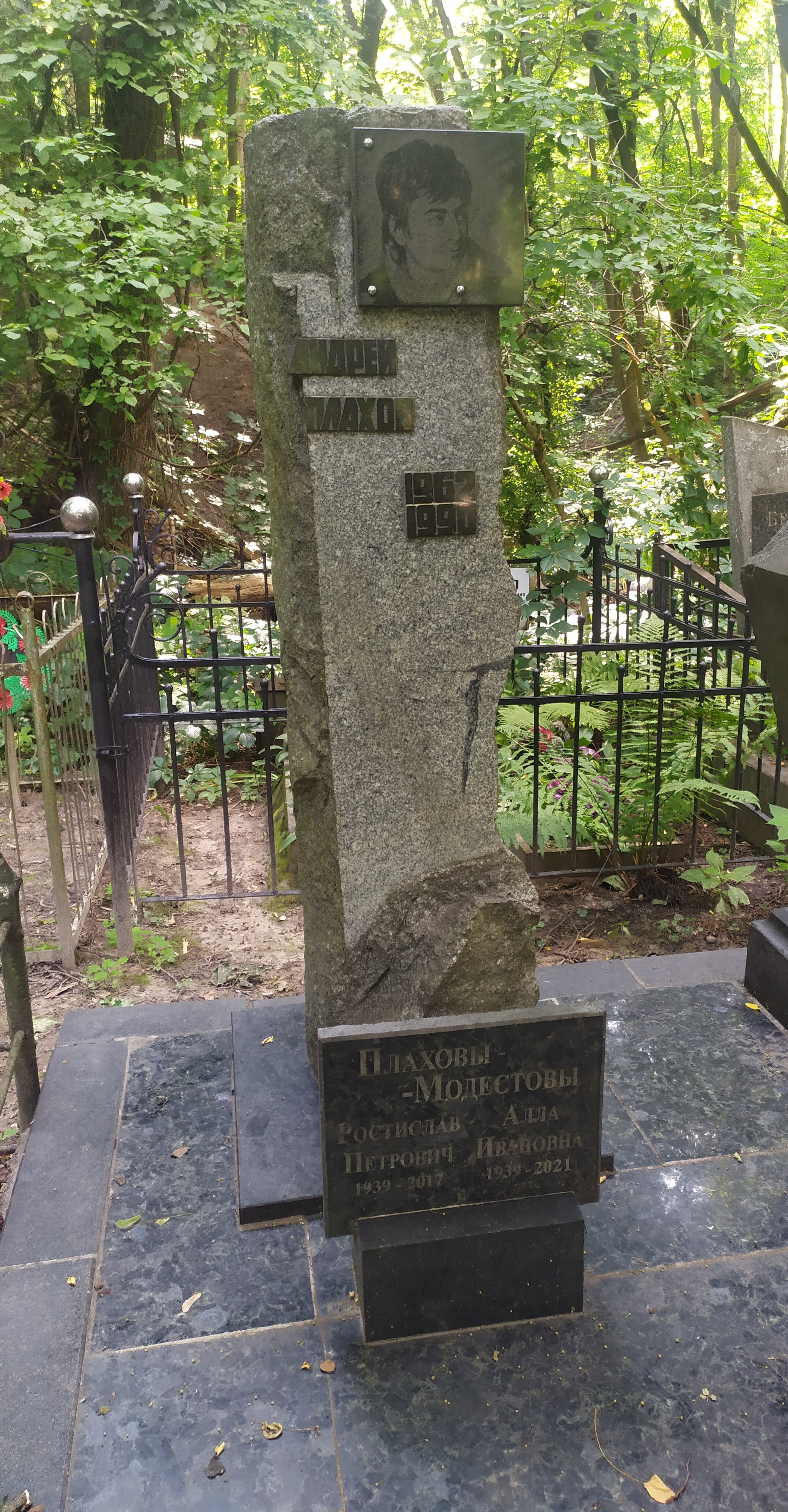
Могила Ростислава Плахова-Модестова та його родини, Байкове кладовище

З 1961 р. працював на Київській кіностудії науково-популярних фільмів.
Був членом Національної Спілки кінематографістів України.
Помер 22 березня 2017 року в Києві. Похований разом із сином та дружиною на Байковому кладовищі.

## Родовід
- Мати, Модестова Наталя Олександрівна (7.XI.1912, с. Косарь Чигиринського повіту Київської губернії, нині с. Косарі Кам'янського району Черкаської області — 27.II.1994, Київ) — українська літературознавиця, у 1945—1977 доцент кафедри зарубіжної літератури КДУ ім. Шевченка). Досліджувала течію романтизму, творчість Лопе де Вега, Вільяма Шекспіра, Віктора Гюго.[2] Автор книги «Данте Алігієрі» (1965).
- Дід, Олександр Модестов, з 1912 року завідувач лікарні села Косарь, розміщеній у палаці, яку поміщик Володимир Ростішевський продав Чигиринському земству. Лікарня, завдяки зусиллям Модестова, була оснащена найсучаснішою на той час медичною технікою. Одне з небагатьох дворянських помешкань на Черкащині, яке уціліло від знищення під час революції. Зараз маєток знаходиться на вулиці Модестова.[3][4][5]

## Фільмографія
Створив стрічки:
- «Шляхові датчики для підземного транспорту» (1966)
- «Машина вчиться керувати» (1967)
- «Біотоки наказують» (1970, Медаль ВДНГ)
- «Твір на вільну тему», «Промінь, зв'язаний у вузол» (1972, Перша премія на Всесоюзному кінофестивалі в Алма-Аті, 1973)
- «Виходжу на сонце» (1975, Бронзова медаль і диплом ВДНГ)
- «Архітектура і природа», «Життєва лінія» (1973, Спеціальний приз і Спеціальний диплом на Всесоюзному кінофествалі про робітничий клас у Тольятті, 1974)
- «Хочу бути» (1975)
- «Діалектика якості» (1977, Головний приз на республіканському кінофестивалі «Людина праці на екрані» м. Кременчук, 1978)
- «Жива земля» (1979, Спеціальний приз Всеросійського конкурсу документальних і науково-популярних фільмів про охорону природи та раціональне використання її ресурсів. Воронеж, 1981)
- «Дорогою істини» (1980)
- «Такий важкий колос» (1981)
- «Служу Батьківщині» (1982)
- «Філософія і політика» (1983)
- «Скіфи (свідчення і версії)» (1987)
- «Моя Батьківщина Крим» (1990)
- «Скіфи (Тіні забутих богів)» (1991, автор сценарію і режисер)
- «Чесність з собою (Історія України очима В. Винниченка)» (1992, автор сценарію і режисер)
- «Скіфські Гери» (1995, автор сценарію і режисер)
- «Оксана Петрусенко» (1996, з циклу «Обрані часом», режисер (у співавт. з О. Фроловим) і автор сценарію) та ін.;
- Автор сценарію і режисер ряду кінострічок із документального циклу 1993 року «Невідома Україна. Нариси нашої історії»:
  - «Фільм 2. Як пізнавати історію?»
  - «Фільм 8. Переможці непереможених»
  - «Фільм 9. Зустріч світів»
  - «Фільм 12. Тут переходили народи»
- автор сценарію (у співавт. з Г. Чміль) і режисер фільмів:
  - «Витоки. Повість минулих літ» (2001)
  - «Ще як були козаками. У колі першім» (2003) та «Загублений рай»[6][7] (2008, до 200-річчя М. Гоголя)
- «Підніми мені вії» (2013, автор сценарію і режисер)